# Navès, Tarn

Navès este o comună în departamentul Tarn din sudul Franței. În 2009 avea o populație de 703 de locuitori.

## Evoluția populației
| An        | 1975 | 1982 | 1990 | 1999 | 2006 | 2009 |
| --------- | ---- | ---- | ---- | ---- | ---- | ---- |
| Populație | 383  | 444  | 620  | 703  | 711  | 703  |